# Paul Braffort
Pour les articles homonymes, voir Braffort.
Paul Louis Braffort, né le 5 décembre 1923 à Paris 14e et mort le 4 mai 2018 à Paris 19e, est un informaticien, ingénieur et chercheur français, en outre écrivain, poète, chanteur, parolier et compositeur de chansons.
Il était membre de l'Oulipo, depuis 1961, et régent de rhématologie du Collège de 'Pataphysique.

## Biographie
Paul Braffort a été élève au lycée Buffon de 1933 à 1941. Le 11 novembre 1940, il participe avec ses camarades de classe à la manifestation des étudiants et lycéens, place de l’Étoile. Avec Jacques Baudry, élève de spéciale, et d’autres jeunes communistes et gaullistes, il participe ensuite à la diffusion de L'Étudiant patriote pour le Front national des lycéens. Mais il entre en mathématique spéciale au lycée Saint-Louis, perdant alors le contact avec le groupe Baudry. Ayant échoué aux concours, il s’inscrit à la Sorbonne et obtient une licence ès sciences (mathématiques) et une licence ès lettres (philosophie).
À la Libération il adhère à l'Union de la jeunesse républicaine de France et devient responsable du groupe des étudiants en science (Cercle Jacques Solomon), puis de l’ensemble des cercles étudiants de Paris et est élu membre du Comité national de l’UJRF.
Après avoir projeté de soutenir une thèse sur les fondements des mathématiques, sous la direction de Gaston Bachelard, mais n’ayant pu obtenir une bourse du CNRS, il entre en mars 1949 au Commissariat à l’énergie atomique comme bibliothécaire, pour concevoir une nouvelle Classification matières à l’usage du Service de la Documentation.
En 1954, Maurice Surdin, chef du département d’électronique, le charge de créer et de diriger un laboratoire de calcul analogique. Il est détaché à Euratom, de 1959 à 1963, puis au Centre européen de recherche et de technologie spatiale (ESTEC), de 1964 à 1971, dont il dirige les centres de calcul et la recherche en intelligence artificielle, alors à ses débuts.
Avec Christophe Tzara et Maurice Spighel, en 1954, puis avec Maurice Surdin et Adolfo Taroni, en 1958, il a développé une théorie physique originale : l’électrodynamique stochastique.
Nommé professeur d'informatique à l'université de Paris XI (Orsay), de 1971 à 1976, il oriente ses recherches vers la logique et la linguistique. Il a alors l'opportunité de collaborer avec Alain Smoucovit, un informaticien bien connu de quelques-uns parmi les meilleurs du domaine. Il dirige ensuite une société de services informatiques (GAI), de 1977 à 1982 avant d'être nommé visiting scholar à l'université de Chicago de 1988 à 1991, puis d'intervenir comme expert au Centre d'informatique et méthodologie en architecture (CIMA) avec Jean Zeitoun.
De 1992 à 1998, directeur de programme au Collège international de philosophie, il anime de nombreux séminaires sous le titre général : Science, art, littérature : nœuds et faisceaux culturels et leurs déploiements, avec le concours de Daniel Arasse, François Bayle, Marie Farge, Josiane Joncquel, Isabelle Krzywkowski, Laurent Nottale, Louis Roquin, etc.
Par ailleurs, ami de longue date de Raymond Queneau et de François Le Lionnais, il avait été élu membre de l’Oulipo le 13 mars 1961. Sa première contribution, présentée le 5 juin suivant, avait trait aux possibilités offertes par les machines à calculer électroniques (qu’on n’appelait pas encore « ordinateurs »). À plusieurs reprises, il met ses compétences informatiques au service des oulipiens, notamment Marcel Benabou, Italo Calvino et Jacques Roubaud avec qui, en 1981, il fonde l'ALAMO (Atelier de littérature assistée par la mathématique et les ordinateurs), qui a participé à de nombreuses manifestations, présentations et ateliers au Centre Pompidou, à la Cité des sciences de la Villette, à Toulouse où le « Faust d’or » pour le langage lui a été décerné.
À l'Oulipo, il invente la forme poétique de l'hypertrope, dont la structure est fondée sur la suite de Fibonacci et sur le théorème de Zeckendorf. Le transfert de la structure mathématique vers la contrainte littéraire est sémantique : le contenu du poème de rang n dépend du contenu des poèmes dont le rang forme la représentation de Zeckendorf de n.
Admirateur de Charles Trenet, il a composé plusieurs centaines de chansons sur des poèmes de Raymond Queneau, Jacques Bens, Paul Éluard, Guillaume Apollinaire, etc., ainsi que celle du film d'Henri Gruel La Joconde (dialogues de Boris Vian). En 1958, Pathé Marconi a produit un vinyle 33 cm : Des atomes et des hommes, après ses tours de chant aux Trois Baudets, à la Fontaine des Quatre Saisons, à la Comédie Caumartin et à l'Olympia. En 2007 paraissait un coffret de 3 CD avec 82 chansons composées sur des poèmes de Raymond Queneau, d’oulipiens et d’autres poètes.
De 1978 à 2003, il a participé régulièrement au Panorama de France Culture animé par Jacques Duchateau, où il présentait les livres de vulgarisation scientifique et de philosophie, les romans policiers et de science fiction.
Il a été conseiller municipal de Limours.
Paul Braffort est mort le 4 mai 2018 à Paris.
Un hommage a eu lieu le 18 juin 2018 à la Bibliothèque de l'Arsenal, de la part des membres de l'Oulipo, ainsi que de ses amis et de sa famille,.

## Famille
On pourra trouver d'autres détails biographiques sur l'auteur dans l'essai autobiographique inachevé intitulé Long cours, une autobiographie réduite aux acquêts.
Sa fille, Annelies Braffort, est informaticienne et spécialiste de la langue des signes française. Elle est directrice de recherche au CNRS, au sein du laboratoire LIMSI.

## Publications scientifiques
Paul Braffort a publié de nombreux articles scientifiques, seul ou en collaboration avec d'autres chercheurs, dont voici une sélection:
- Ernst von Glasersfeld's legacy is alive and well in France and Italy!, 2011.
- Le jugement des flèches, 2009.
- Ernst von Glasersfeld's first scientific paper, 2007.
- La deuxième vie de Michel Pétrovitch, 2007. lire en ligne
- Brouwer, Chwistek, Ceccato et l'univers des dichômes, 2003. PDF
- L'ALAMO en avant "post-", 2000.
- ALAMO, or computer aided literature: a new episode in the old and complex relationships between science and literature, technology and the humanities, 2000.
- Mean energy of a free electron in a uniform magnetic field in aleatory electrodynamics
- New techniques in the construction of simulators for nuclear power stations
- Use of a fixed chamber for measuring a wide range of nuclear reactor powers
- Improvement in analogue devices for determining the partial derivatives of a function of several variables
- Electrodynamic processes: physical meaning and mathematical description
- Automation in language translation and theorem proving: some applications of mathematical logic
- Rencontre de problèmes numériques et non numériques lors de l’élaboration d’un programme destiné à la simulation du jeu de Go-Bang
- La diffusion des erreurs en analyse numérique: étude d’un modèle stochastique et applications à quelques cas particuliers
- Des mots-clés aux phrases-clés, 1959.
- Blackbody radiation law deduced from stochastic electrodynamics, 1966.
- Computer programming and formal systems, 1965.
- Le calcul analogique devant les besoins du génie atomique, 1961.
- Analogue computation applied to the needs of atomic engineering, 1961.
- Differential equations for stochastic model of neutron density evolution in multiplying medium, 1961.
- Control rods for power reactors, is speed a problem?, 1959.
- La fréquence instantanée complexe: définition et mesure, 1959.
- Automatization of nonlinear calculations in the theory of fusion reactor, 1958.
- Utilisation d'une chambre fixe pour la mesure d'une gamme étendue de puissances dans un réacteur nucléaire, 1955.
- Pilotage automatique d’un réacteur nucléaire: application à  la pile de Saclay, 1954.
- Quelques conséquences de la théorie de l’action à distance en électrodynamique classique, 1954[21].

## Publications littéraires
Paul Braffort a publié de nombreux articles littéraires, ainsi que les ouvrages suivants :
- L’Intelligence artificielle (Presses universitaires de France, 1968) ;
- Un système formel pour l'algorithmique littéraire, in Oulipo Atlas de littérature potentielle, Gallimard, collection Idées, 1981, p. 108-136 ;
- Science et littérature: les deux cultures, dialogues et controverses pour l’an 2000 (Diderot, 1998) ;
- J & I, les deux combinateurs et la totalité: soixante treize afables, trente-sept dessins (Plein chant, 2002). Ce dernier ouvrage a été traduit en italien et en anglais (États-Unis) ;

puis, dans la Bibliothèque oulipienne, les fascicules :
- no 9 : Mes hypertropes (1979) ;
- no 18 : Le désir (les désirs) dans l’ordre des amours (1982) ;
- no 48 : Les bibliothèques invisibles (1990) ;
- no 54 : Trente-quatre brazzles (1992) ;
- no 86 : Chu dans mer sale (1997) ;
- no 119 : Cinq lettres de créance (2002) ;
- no 130 : Les univers bibliothèques (2004);
- no 214 : Le Voyage d'Yvert (2013)

## Chansons
La discographie de Paul Braffort comprend les chansons suivantes :
Toujours l’art po
- Le petit atome

- Ixatnu siofnut i avay
- Rue Volta
- Men at work
- Port
- Adieu ce grand pont
- Le voyageur
- La grand-mère
- Tuileries de mes peines
- Lumières
- Saint-Ouen's blues
- L'Amphion
- Sous les toits
- Sourde est la nuit
- Tout est cru
- L'herbe
- Le coeur marin
- Hippocampes
- Plongée
- Douves
- Bien placés bien choisis
- Le révolté
- Nos noms nos mots
- Encore l'art po
- Nom sans nom
- L'étape
- Les ziaux
- Un enfant a dit
- L'estivante
- La grille
- Ces gouttes de sang
- Si la vie s'en va
- Sans délire
- Le fond des choses
- Chanson grave
- Un troublant exploit
- Adieu ma terre
- L'échelle des mois

### La Dame à la licorne
- La Dame à la licorne
- J'ai peur la nuit
- Métro de Paris
- Chicago blues
- Swinging in Hyde Park
- Menuet pour la Joconde
- Léonard
- L'encyclope
- Le tango biologique
- Mon bel automate
- La chanson de la mort
- Delft blues
- Revenir à Chicago
- La petite fille au manège
- Demande pas pardon
- Les quatre points cardinaux
- Pince-mie et pince-moi
- Sans ton whisky ton tilleul
- J'en ai bavé
- Marin de mon cœur
- Je renonce à l'amour
- Pauvre Paul
- Fou à lier

### Poèmes des Oulipiens et de leurs ainés
- Hymne à l'Oulipo
- Pour un art poétique (suite)
- Possible
- Les cloches (Mon beau tzigane)
- Ma fillette ma sœur
- L'Amour et la Folie
- Dizain (augmenté)
- Pas pareil chanter
- Un mari marin
- Rêve
- Chez Boris
- Chanson triste
- Hétéro (hommage à Noël Arnaud)
- Elle ne sait pas tendre des pièges
- Plus c'était un baiser
- Un bon rêve
- Les beaux jours d'Agatha
- Bonjour Monsieur Blanche
- Complainte des morts plaintifs
- Victor Hugo
- Ma bibliothèque à moi
- Lorsque tout est fini

## Pour approfondir